# Errol Nolan
Errol Nolan (ur. 18 sierpnia 1991) – amerykańsko-jamajski lekkoatleta specjalizujący się w biegu na 400 metrów.
W 2010 zdobył brązowy medal w biegu na 400 m oraz złoto w sztafecie 4 x 400 metrów podczas mistrzostw świata juniorów w Moncton. Medalista mistrzostw NCAA.
Posiada podwójne obywatelstwo: amerykańskie i jamajskie. Jako junior reprezentował USA, od 7 lipca 2012 startuje w barwach Jamajki. Miesiąc później miał biec na ostatniej zmianie jamajskiej sztafety 4 x 400 metrów podczas igrzysk olimpijskich w Londynie, jednak biegnący na trzeciej zmianie Jermaine Gonzales doznał kontuzji i Jamajczycy nie ukończyli biegu eliminacyjnego.
W 2014 zdobył brąz halowych mistrzostw świata w sztafecie 4 × 400 metrów.

## Osiągnięcia
| Rok  | Impreza                     | Miejsce | Konkurencja             | Lokata     | Wynik   |
| ---- | --------------------------- | ------- | ----------------------- | ---------- | ------- |
| 2010 | Mistrzostwa świata juniorów | Moncton | bieg na 400 metrów      | 3. miejsce | 46,36   |
| 2010 | Mistrzostwa świata juniorów | Moncton | sztafeta 4 × 400 metrów | 1. miejsce | 3:04,76 |
| 2014 | Halowe mistrzostwa świata   | Sopot   | sztafeta 4 × 400 metrów | 3. miejsce | 3:03,69 |

## Rekordy życiowe
- bieg na 200 metrów – 20,77 (15 maja 2010, Orlando) / 20,68w (23 kwietnia 2011, Baton Rouge)
- bieg na 400 metrów – 45,25 (1 lipca 2012, Kingston)
- bieg na 400 metrów (hala) – 45,72 (8 marca 2013, Fayetteville)